# Hylaeanthe panamensis
Hylaeanthe panamensis là một loài thực vật có hoa trong họ Marantaceae. Loài này được (Standl.) H.A.Kenn. mô tả khoa học đầu tiên năm 1973.